# La Honte de la famille (roman, 1964)
 (mai 2018).
La Honte de la famille  est un roman policier de Charles Exbrayat paru en 1964.

## Résumé
Dans la famille Maspie, on est malhonnête de père en fils et de mère en fille depuis des générations.  Éloi Maspie, le père, dit « Maspie le Grand », règne sur la pègre marseillaise, à l’exception des trafiquants de drogue, des proxénètes et des assassins, qu’il considère comme des hommes sans honneurs, à fuir. Parmi leurs proches, le nombre des années passées en prison et la longueur du casier judiciaire sont considérés comme des signes de noblesse, ou du moins les preuves d’une belle carrière.
Aussi le jour où Bruno, l’ainé des quatre enfants d’Éloi, doit annoncer ses fiançailles avec Pimprenette (fille d’un couple de receleurs amis de la famille, elle-même chapardeuse aux talents prometteurs) c’est le drame : Bruno n’envisage pas de devenir truand, pire, il veut rester honnête, et honte suprême, il veut devenir policier !
La honte s’abat sur la famille Maspie, mais Bruno reste inflexible, et part à l’école de Police dont il sort brillamment, et est nommé inspecteur à Marseille.
Un matin, on repêche dans le Vieux Port le cadavre d’un Italien que personne n’a jamais vu, mais qu’on suppose avoir été assassiné pour lui voler une ceinture pleine de bijoux, butin d’un cambriolage commis à Gênes. Quelques jours plus tard, le cambriolage d’une bijouterie où un vigile est presque laissé pour mort indique que le niveau de violence de la pègre local n'a plus rien à voir avec les anciennes habitudes.
Le commissariat de police de Marseille va mener l’enquête, ce qui va amener à la confrontation entre la police, les vieux truands dont le code d’honneur reste de ne jamais s’attaquer aux personnes, et un ou des francs-tireurs prêts à aller jusqu'au meurtre pour arriver à leurs fins. Cette affaire finira paradoxalement par rapprocher Bruno et sa famille, poussés par des morales différentes mais qui partagent tout de même au fond beaucoup de valeurs.

## Invraisemblance
Lorsqu'il sort de l’école de police, Bruno Maspie est immédiatement nommé à Marseille. Même si cette nomination est indispensable au déroulement du roman, elle est invraisemblable d’un point de vue administratif : nommer un jeune inspecteur dans la ville à la pègre de laquelle il est lié depuis toujours, c’est soit l’exposer à des dilemmes personnels permanents s’il arrête ses proches et ses anciens amis, soit risquer de le voir épargner, voire devenir complice, avec les truands locaux...

## Adaptation au cinéma
- 1969 : La Honte de la famille, film français réalisé par Richard Balducci, avec Michel Galabru, Rosy Varte et Micheline Dax

## Éditions
Le roman paraît initialement en 1964 dans la collection Le Masque sous le no 831. Il est réédité en 1982 dans la collection Club des Masques sous le no 478, puis en 1985 au Livre de poche (no 6087). La dernière réédition au Masque date de 1997.